# Rhamphomyia semipellucida
Rhamphomyia semipellucida är en tvåvingeart som beskrevs av Frey 1950. Rhamphomyia semipellucida ingår i släktet Rhamphomyia och familjen dansflugor. Inga underarter finns listade i Catalogue of Life.